# Ox Mountains

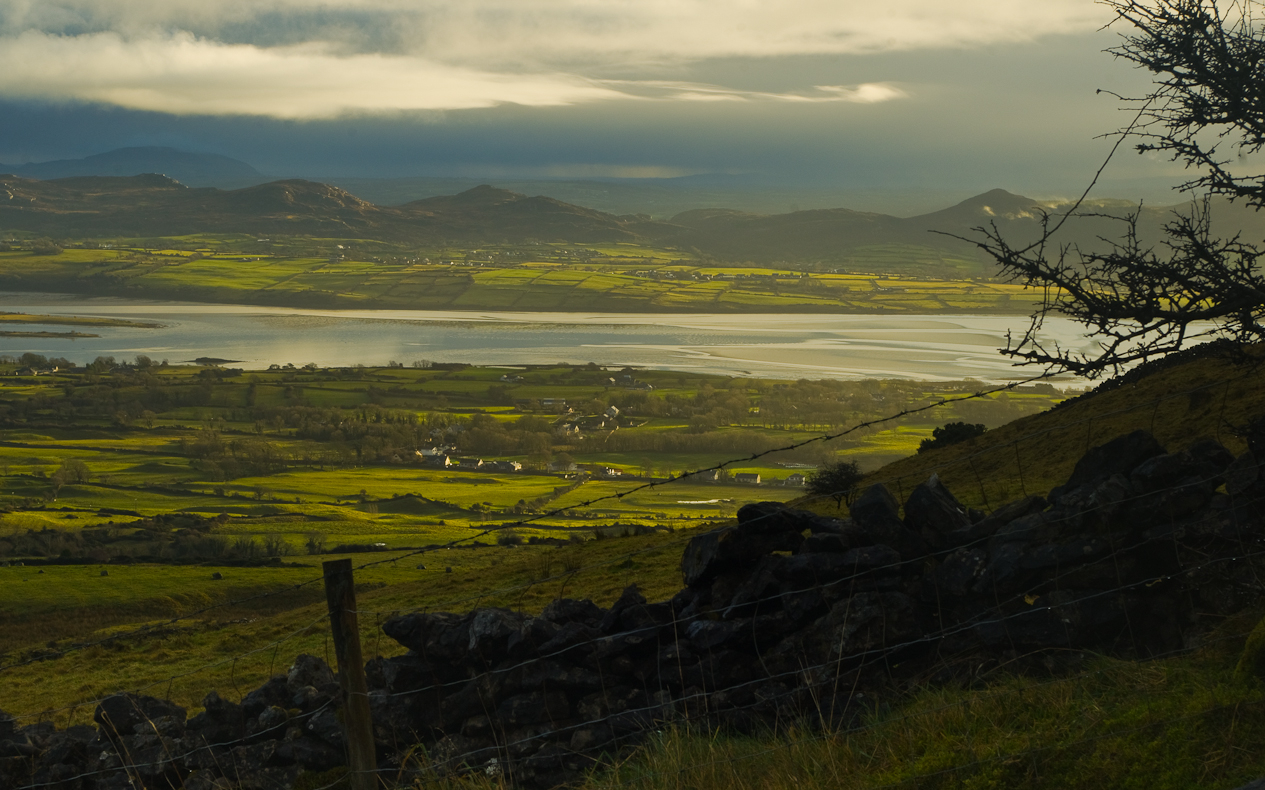
Blick auf die Ox Mountains vom Knocknarea

Die Ox Mountains (oder Slieve Gamph, irisch Sliabh Gamh, dt.: „Ochsenberge“) sind eine Bergkette im County Sligo im Westen Irlands. Sie sind auch unter dem Namen „St Patrick’s Mountains“ bekannt. Der heilige Patrick soll hier viele Kirchen errichtet haben.
Die höchste Erhebung der Ox Mountains ist der Berg Knockalongy (irisch Cnoc na Loinge, „Hügel des Schiffes“), der sich auf eine Höhe von 544 m erhebt.
Über den irisch-gälischen Namen sliabh gamh gibt es verschiedene Interpretationen: Zum einen kann er Berg des Sturms heißen – der Berg ist den Winden des Atlantiks stark ausgesetzt, zum anderen bezeichnet gamh aber auch eine Unterart des Ochsen dieser Region. Auf dem etwa 276 m hohen Knocknashee (irisch Cnoc na Sí, „Hügel der Feen“) befindet sich das 1988 entdeckte Knocknashee Hillfort.
Die Ox Mountains beginnen direkt südwestlich von Ballysadare und verlaufen westsüdwestlich rund sechzig Kilometer bis in das County Mayo. In den Bergen liegt u. a. das Portal Tomb von Croagh.

## Geologie
Gneis, Glimmerschiefer und Granit bilden die Felsbasis der Berge. Große Teile der Gegend sind mit Torf bedeckt. Es gibt einige bewaldete Flächen, während in anderen das nackte Gestein ansteht. Im Norden und Süden ist das Gestein mit Kalk- und Sandstein durchsetzt und eignet sich als Farmland.

## Berge
| Berge             | irisch                       | Höhe (m) |
| ----------------- | ---------------------------- | -------- |
| Knockalongy       | Cnoc na Loinge               | 544 m    |
| Annatoran         | an tEanach Teorann           | 512 m    |
| Cloonacool        | Cluain na Cúile              | 440 m    |
| Sruffaungarve Top | Mullach an tSrutháin Ghairbh | 400 m    |
| Meenamaddo        | Mín na Madadh                | 330 m    |
| Knocknashee       | Cnoc na Sí                   | 276 m    |

## Nachweise
1. ↑   page 3 The History of Sligo by T O'Rorke http://www.archive.org/details/historyofsligoto01ororuoft
2. ↑  Ox Mountains. In: MountainViews. Abgerufen am 24. Februar 2009.
3. ↑  Conversation with Rossa Ó Snodaigh, gaelgeoir and member of the band Kíla